# Gestion d'affaires en droit civil français
 (décembre 2014).
La gestion d'affaires (ou negotiorum gestio) est le premier des trois quasi-contrats régis par le Code civil français, le second étant le paiement de l'indu et le troisième, consacré par la réforme du droit des contrats de 2016, est l'enrichissement sans cause. Le quasi-contrat est un fait juridique, plus précisément un fait purement volontaire, selon l'expression légale.
En l'espèce, ce fait qui va entraîner la création d'obligations, est celui de s'immiscer spontanément et opportunément dans les affaires d'une autre personne, dans une vue désintéressée, pour lui rendre service. On donne ainsi souvent l'exemple du voisin complaisant et compatissant qui effectue une réparation indispensable à la toiture d'une demeure en l'absence de son propriétaire, ou qui en charge un couvreur. Une situation dans la même veine des rapports de bon voisinage, mais plus contemporaine, est celle de quelqu'un qui, constatant qu'une maison proche a été cambriolée, prend les premières mesures indispensables (changer les serrures, prévenir la gendarmerie, etc.).
La notion de gestion d'affaires ne s'est pas confinée à ces circonstances « pittoresques » : la gestion d'affaires est une source générale d'obligations, dont les applications sont les plus diverses, dans des domaines disparates, et parfois « mal à propos », aussi bien par la jurisprudence que par la législation.
À côté de « l'obligation naturelle », la gestion d'affaires est un autre cas d'un devoir de pure conscience individuelle que le droit sanctionne, ce qui est relativement rare.
L'intervenant est nommé gérant ou negotiorum gestor. La personne pour laquelle il agit s'appelle le maître de
l'affaire ou dominus - ou encore « géré », mais l'expression est sans doute incorrecte car elle laisse entendre que la personne du maître est l'objet de l'intervention, ce qui est impossible : elle peut être soignée ou transportée, mais non gérée. Le nouveau code civil du Québec a toutefois adopté ce mot, aux articles 1482 et suivants ; mais dans sa version en langue anglaise, il emploie le mot, au sens quelque peu différent, de manager.
Il résulte de ce « fait purement volontaire » des obligations, tant pour le gérant que pour le maître, ledit propriétaire dans l'exemple traditionnel qui, pourtant, n'avait rien demandé, et ne sera peut-être pas enchanté de cette intrusion dans son pré carré.
Les articles 1301 à 1301-5 du Code civil français régissent la gestion d’affaires, qui est l’hypothèse dans laquelle une personne, le gérant, va accomplir un acte, dans l’intérêt d’une autre (le géré, ou le « maître de l'affaire »), alors même qu’elle n’y est pas obligée. Il n'a pas même reçu de mandat.
La loi va attacher des conséquences juridiques à cet acte de dévouement, car elle va obliger le maître de l’affaire, qui a bénéficié de l’intervention spontanée et altruiste, à indemniser le gérant des frais que cet acte a pu exiger. Cette obligation d’indemniser a des justifications morales : il serait injuste que le bénéficiaire de l’intervention tire gratuitement profit de l’intervention d’autrui.
Pour qu’il y ait indemnisation, le Code civil suppose la preuve d’une gestion utile par le gérant. La loi va ainsi essayer d’organiser la gestion d’affaires, pour récompenser les actes sérieux, mais également pour écarter toute gestion intempestive, qui serait alors assimilée à un abus de droit.
 

## Les conditions de la gestion d’affaires
Trois types de conditions peuvent être distinguées.

### Les conditions relatives au gérant
Articles 1372 à 1375 (ancien) du Code civil.
Le gérant doit clairement avoir eu intention volontaire de gérer ; il doit l’avoir fait en toute connaissance de cause : il faut donc vérifier que le gérant a volontairement agi dans l’intérêt du maître de l’affaire, soit le géré. Cette condition pourra d'ailleurs être remplie même si le gérant et le maître de l’affaire ne se connaissent pas.
Cette intervention doit être au bénéfice d’une personne déterminée, c’est-à-dire que le gérant ne doit pas avoir agi dans l’intérêt général.
La gestion d'affaires doit être utile et opportune et le gérant peut pratiquer des actes juridiques et/ou matériels.
Le gérant ne doit pas avoir cru gérer ses propres affaires. C’est l’hypothèse où une personne est sûre d’hériter d’un immeuble et qu’elle le répare uniquement parce qu'elle est assurée d'en hériter. S’il apparaît qu’on n’est pas en réalité le propriétaire de l’immeuble, on a géré les affaires d’autrui mais on n’est pas dans la gestion d’affaires au sens de l’article 1371(ancien), car il n’a pas eu l’intention de gérer les affaires d’autrui dès le début.
Cette intervention dans les affaires d’autrui doit être parfaitement spontanée et désintéressée, c'est-à-dire que ni une obligation légale ni une obligation contractuelle n’impose au gérant d’intervenir.
Il n’y a pas gestion d’affaires si le gérant avait la possibilité de solliciter les instructions du maître de l’affaire (arrêt de la Cour de Cassation, chambre commerciale, 1968).
Le gérant doit aussi avoir agi de manière désintéressée : il ne faut pas que l’aide qu’il a apportée à autrui lui profite même indirectement. Sur ce point la jurisprudence est plutôt souple. De plus en plus, elle admet que l’acte ne soit que partiellement désintéressé.
La question a été notamment réglée à l’occasion des problèmes d’indivision puisqu’on a admis qu’un indivisaire qui prend soin de la chose indivise peut bénéficier de la gestion d’affaires alors qu’en prenant soin de la chose indivise l’indivisaire agit certes pour les autres coïndivisaires mais aussi pour lui car il en fait partie.
Dans l'hypothèse où le gérant ne dispose pas de la capacité juridique, le maître d'affaire est malgré tout obligé par la gestion.

### Les conditions relatives au maître de l’affaire, au géré
Le maître de l’affaire ne doit pas avoir consenti à la gestion : s’il avait consenti, il y aurait eu un contrat.
Inversement, le maître de l’affaire ne doit pas s’être opposé à l’intervention du gérant. S’il a eu connaissance de la volonté d’intervention, ou du début d’intervention, du gérant, et qu’il s’est opposé, le gérant ne pourra plus obtenir d’indemnisation s’il continue quand même. On ne peut pas passer outre au refus du maître de l’affaire.
L’article 1372 (ancien) du Code civil indique que :

« La gestion d’affaires est constituée soit que le maître connaisse la gestion, soit qu’il l’ignore. »

Si le maître de l’affaire a eu connaissance de la gestion et qu’il n’a rien dit, on ne peut pas en déduire qu’il l’a accepté et qu’il y a eu contrat (le silence ne vaut pas à lui seul acceptation).
Dans l'hypothèse où le maître d'affaire ne possède pas la capacité juridique, il est tenu des actes réalisés par le gérant.

### Les conditions relatives à la gestion

#### L’objet de la gestion
La gestion d’affaires peut résulter soit d’un acte juridique, soit d’un acte matériel. La manière dont le gérant intervient, ce peut être soit
- par la conclusion d’un contrat pour sauvegarder les intérêts d’autrui,
- par un acte matériel, physique.

Dans l'hypothèse où il s’agit d’un acte juridique, on dit que cet acte peut être passé :
- sans représentation, c'est-à-dire que le gérant a contracté en son nom propre, pour lui, sans dire que l’intervention était au bénéfice d’un tiers,
- avec représentation, c'est-à-dire que le gérant a informé le cocontractant qu’il a agi pour le compte de quelqu’un d’autre, du bénéficiaire, c'est-à-dire du maître de l’affaire. Le gérant agit officiellement pour le compte d’autrui, même si autrui n’a pas donné son accord.

Cette gestion peut se traduire par toutes sortes d’actes. Il peut s’agir soit d’un acte de conservation, d’un acte d’administration, mais aussi d’un acte de disposition, même si ce point est assez controversé en doctrine. Certains auteurs s’opposent à cette dernière possibilité, parce que les actes de disposition sont trop graves. La jurisprudence semble s’arrêter sur l’idée que la gestion d’affaires peut se traduire par un acte de disposition.
La gestion d’affaire ne dépend pas de la gravité de l’acte par laquelle elle s’est concrétisée. En revanche, elle dépendra directement de l’utilité de cet acte.

#### L’utilité de la gestion
Cette condition d’utilité de l’acte de gestion est le cœur du problème.
C’est ce critère qui permet de trouver l’équilibre entre d’un côté la nécessité d’indemniser les frais engagés, et de l’autre, la protection des intérêts du géré, parce que le géré ne doit pas être obligé d’indemniser des interventions qui ne lui auraient pas été profitables.
La jurisprudence espère que c’est ce critère de l’utilité qui découragera les interventions inconsidérées.
On constate que l’utilité ne signifie pas nécessairement qu’il y ait eu urgence.
Cette utilité de la gestion s’apprécie au jour où l’acte a été accompli et non pas au jour où l’indemnisation est réclamée. On considèrera comme utile l’acte de réparation d’une toiture, même si deux jours plus tard, un incendie ravage l’immeuble.
L’utilité de l’acte sera appréciée sans tenir compte des résultats que cet acte aura donnés. On pourra donc indemniser des actes qui n’auront pas été réellement utiles. On devrait alors parler d’actes opportuns.
Cette appréciation de l’opportunité se fera in concreto : le juge va se prononcer sur l’opportunité de l’acte en fonction des circonstances dans lesquelles on est exposé.
Il se trouve une exception à cette exigence d’opportunité : il peut se trouver que le gérant soit indemnisé pour un acte inopportun, dans l’hypothèse où le maître de l’affaire aura ratifié l’acte du gérant. Sans que la loi lui oblige, il prendra à sa charge les conséquences financières de la gestion d’affaires.
 

## Les effets de la gestion d’affaires
Les effets de la gestion d’affaires sont de faire naître des obligations juridiques, légales. Les obligations pèsent aussi bien sur le gérant que sur le maître de l’affaire.

### Les obligations du gérant
Les obligations du gérant sont posées par l’article 1372 (ancien) du Code Civil, qui assimile le gérant à un mandataire, dans les cas où les critères de la gestion d’affaires ont été remplis.
- Le gérant se trouve obligé de répondre à ce qui résulterait d’un mandat exprès.

La première d’entre elles est de gérer comme un « bon père de famille » les affaires d’autrui. Il doit s’apporter des affaires d’autrui comme s’il s’agissait des siennes. Dans le cas contraire, il pourra en être tenu comme responsable.
Le Code civil ne se montrera compréhensif que si l’acte de dévouement s’est fait sérieusement.
Cependant, dans la jurisprudence, on constate que la faute du gérant est quand même appréciée avec une certaine indulgence, si l’intervention était véritablement désintéressée.
- Le gérant doit continuer et achever la gestion.

Le gérant doit mener à bien la gestion jusqu’à ce que le maitre de l’affaire ou ses héritiers soient en état d’y pourvoir personnellement.
Une gestion commencée et interrompue peut avoir des résultats plus nuisibles que si l’on n'avait rien fait.
- La gestion doit concerner l'ensemble de l'affaire.

Le gérant ne peut pas se limiter à la gestion de telle ou telle partie de l'affaire. Quand une gestion d'affaire est prise, le gérant s'engage sur la globalité de celle-ci.
- Le gérant doit rendre compte de sa gestion.

Le gérant est véritablement assimilé à un mandataire. En rendant des comptes, on peut connaître les efforts déployés par le gérant, et permet également de connaître l’ampleur de la dette du maître d’affaire. Cela permet aussi de savoir ce que le gérant doit rendre au maître de l’affaire.

### Les obligations du maître de l’affaire
Le maître de l’affaire doit indemniser le gérant de toutes les dépenses nécessaires qui auront été réalisées à son profit. Ne seront pas indemnisées les dépenses qui présentent un caractère excessif.
Le maître de l’affaire doit également indemniser le gérant des dommages qu’il aura pu subir au cours de la gestion.
Si le gérant a passé un contrat avec un tiers en déclarant clairement que c’était pour le compte du géré, il ne sera pas contractuellement tenu vis-à-vis des tiers. Ainsi le maitre de l’affaire devra reprendre ce contrat à son compte, comme s’il en avait toujours été l’unique contractant. Quels que soient les éléments du contrat, il sera tenu d’en respecter les clauses, et d’en payer le prix.
A contrario, si le gérant a traité en son nom personnel, sans nullement préciser qu'il agissait pour le compte du géré, il sera tenu vis-à-vis des tiers, à charge pour lui de se faire rembourser par le géré.
De tous ces éléments que le maître de l’affaire doit au gérant, il faudra déduire les conséquences financières des fautes du gérant.